# Igreja Nova (Alagoas)
Igreja Nova est une municipalité brésilienne dans l'État de l'Alagoas.